# Ormazd III
Ormazd III   (segle V - 459 (Gregorià)) va ser Rei de Pèrsia, del 457 al 459, després de succeir el seu pare Isdigerdes II. El breu regnat d'Ormazd va estar marcat per les contínues lluites amb els heftalites de Bactriana i amb els seus germans. Va morir assassinat pel seu germà Peroz I, que prengué el tron.
El nom d'Hormizd (també escrit Ōhrmazd, Hormozd) és la versió Pahlavi del nom de la divinitat suprema del zoroastrisme, coneguda en avestà com Ahura Mazda. L'equivalent persa antic és Auramazdā, mentre que la transliteració grega és Hormisdas. El nom està documentat en armeni com a Ormizd i en georgià com a Urmizd.

## Biografia
Hormizd III era el fill gran i hereu del xa sasànida Yazdegerd II, i va governar la província oriental de Sakastan durant el regnat del seu pare. La província estava lluny de la cort imperial de Ctesifont, i des de la seva conquesta per Artaxerxes I (r. 224–240) havia estat governada per prínceps sasànides, que tenien el títol de sakanshah ("rei del Saka"). Quan Yazdegerd I va morir l'any 457, Hormizd va pujar al tron a Rayy. El seu germà petit Peroz I, amb el suport del poderós magnat Mihranid Raham de Mihran, va fugir a la part nord-est de l'imperi i va començar a reunir un exèrcit per reclamar el tron per si mateix. L'imperi va caure així en una lluita dinàstica i es va dividir; la mare dels dos germans, Denag, va governar temporalment com a regent de l'imperi des de la seva capital, Ctesifont. Segons fonts orientals, Peroz era més digne per al tron que Hormizd, que es diu injust. Només la font anònima coneguda com el Codex Sprenger 30 descriu Hormizd com el "més valent i millor", mentre que descriu Peroz com "més erudit en religió".
El governant arsàcida de l'Albània caucàsica, Vache II (r. 444–463), que era el nebot dels dos germans a través de la seva mare, i havia estat obligat a convertir-se al zoroastrisme per Yazdegerd II, va aprofitar la disputa per declarar la independència i tornant al cristianisme. Peroz va anar més tard als dominis del monarca heftalita, que va acceptar recolzar-lo amb soldats en la seva lluita pel tron. L'any 459, Peroz, amb l'ajuda dels heftalites i dels mihrànides, va dirigir un exèrcit contra Hormizd i el va derrotar. Segons algunes fonts, Hormizd va ser indultat i estalviat pel seu germà. No obstant això, és molt probable que es tracti d'una llegenda, ja que altres fonts la contradiuen, que afirmen que Peroz va fer matar Hormizd i tres membres de la seva família. Peroz I va incorporar Sakastan a l'imperi, nomenant un aristòcrata de la Casa de Karen com a governador. Hormizd va ser, per tant, l'última persona a exercir el títol de sakanshah. No s'han trobat monedes encunyades durant el regnat d'Hormizd.